# 柔毛山矾
柔毛山矾（学名：Symplocos pilosa），为山矾科山矾属下的一个植物种。